# Терношорская Лада
Терношорская Лада (укр. Терношорська Лада) — уникальный скальный комплекс, украинский Стоунхендж. Расположен на южном склоне горы Терношора (989,9 м над уровнем моря), на границе двух высокогорных сёл — Снидавка и Яворов в Косовском районе Ивано-Франковской области.

## Природа
Терношорская Лада расположена на территории регионального ландшафтного парка Гуцульщина, среди вековых елей. Здесь много ботанических карпатских эндемиков. Так на самой вершине горы Терношора растёт редкая для карпатского региона степная трава тырса. Прекрасные цветы — дикие крокусы цветут дважды в год: ранней весной и в ноябре.
На расстоянии 500 м от скал расположен водопад Терношорский Гук.

## Святилище
Терношорские скалы — крупнейшие из естественных скульптур в Украине. Возраст скал — несколько миллионов лет, образовались они на дне Сарматского моря во времена глубокого палеолита.
По предположениям учёных, Терношорская Лада — это древнее святилище. Согласно исследованиям проф. Николая Васильевича Кугутяка, святилище состоит из четырёх скальных комплексов, а именно: 1) каменный круг; 2) фаллический камень и хтонический ящер; 3) антропоморфная фигура; 4) чашечные камни, символы и зооморфные образы.

## Галерея

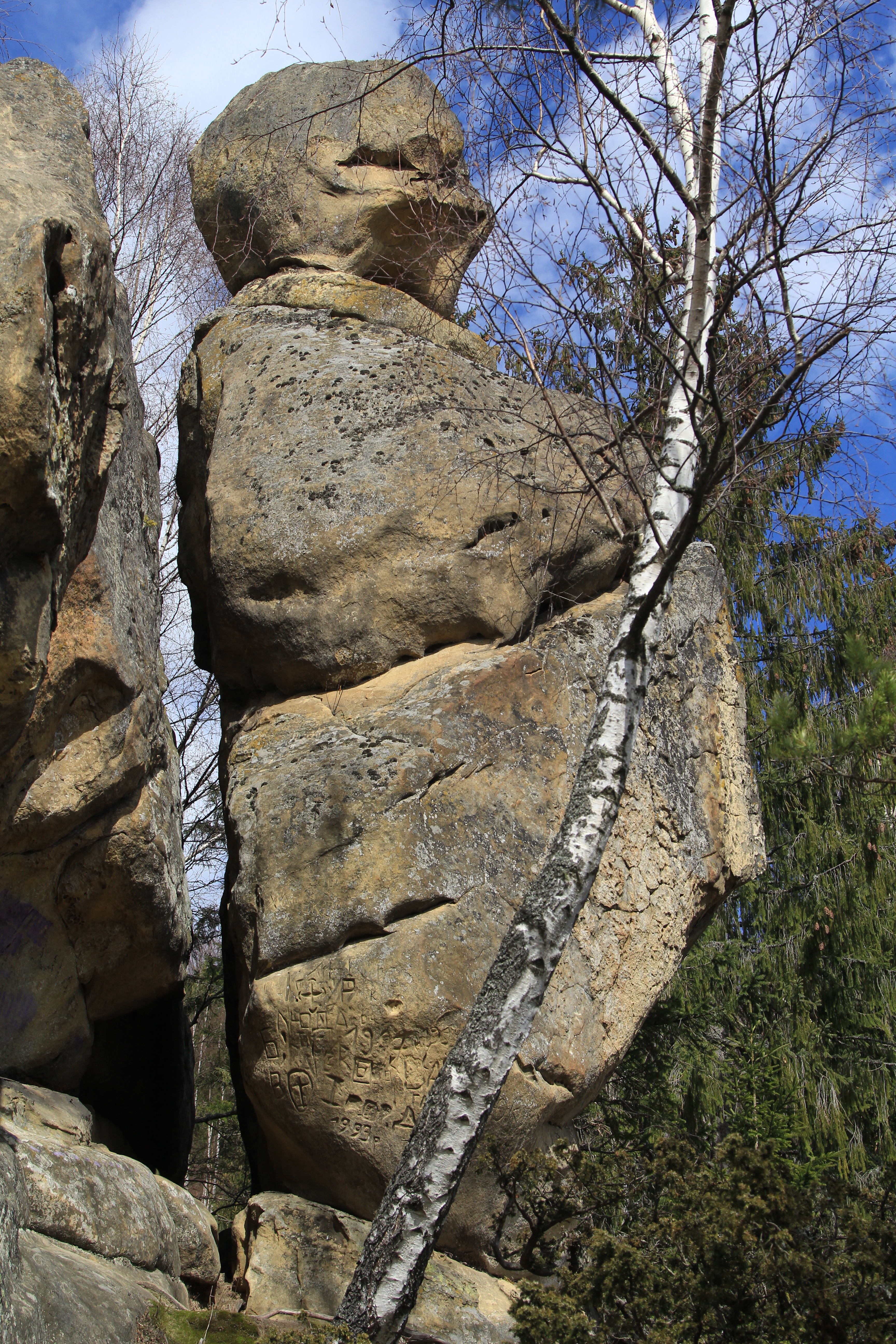
Антропоморфная фигура
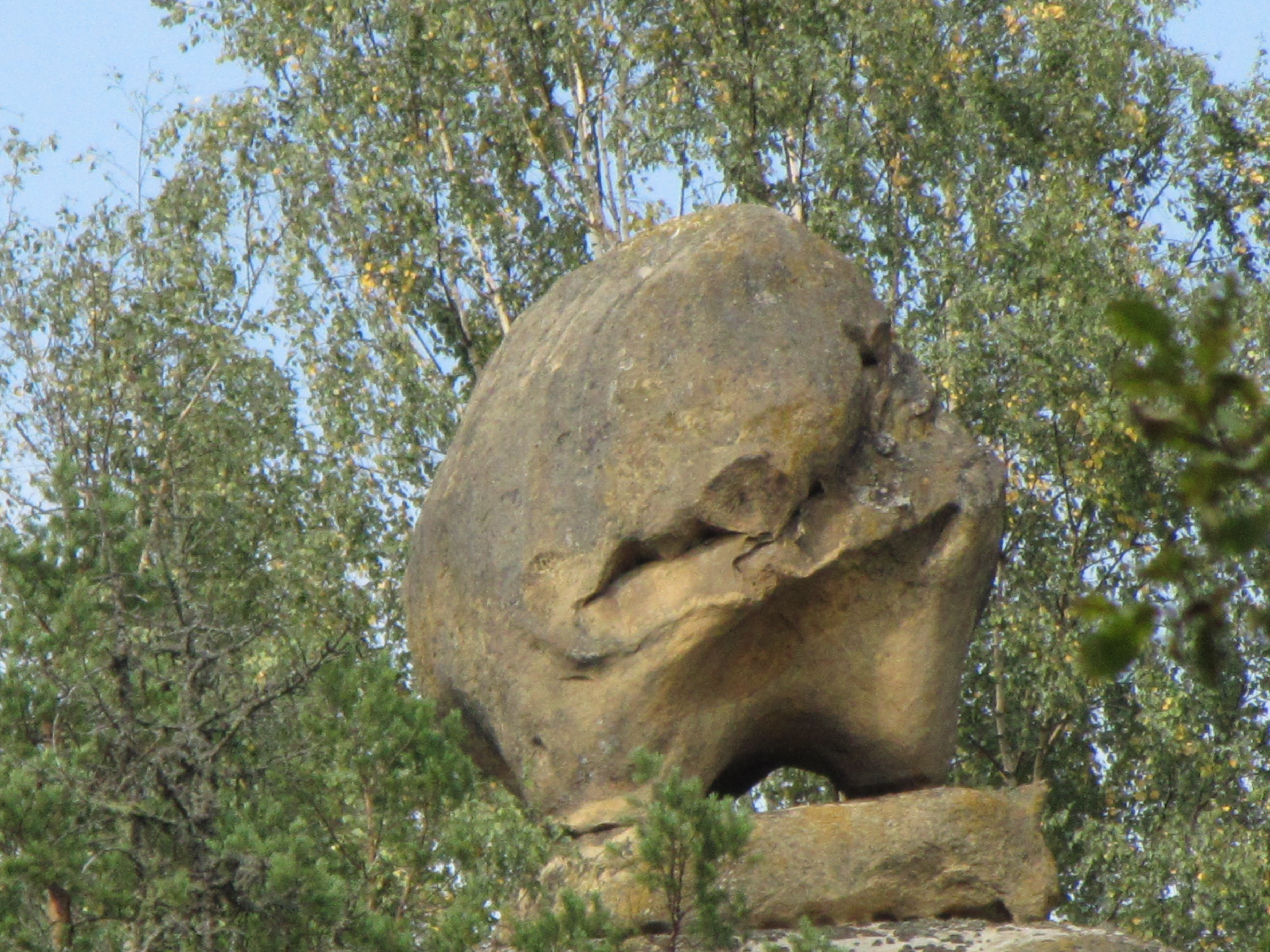
Голова антропоморфной фигуры
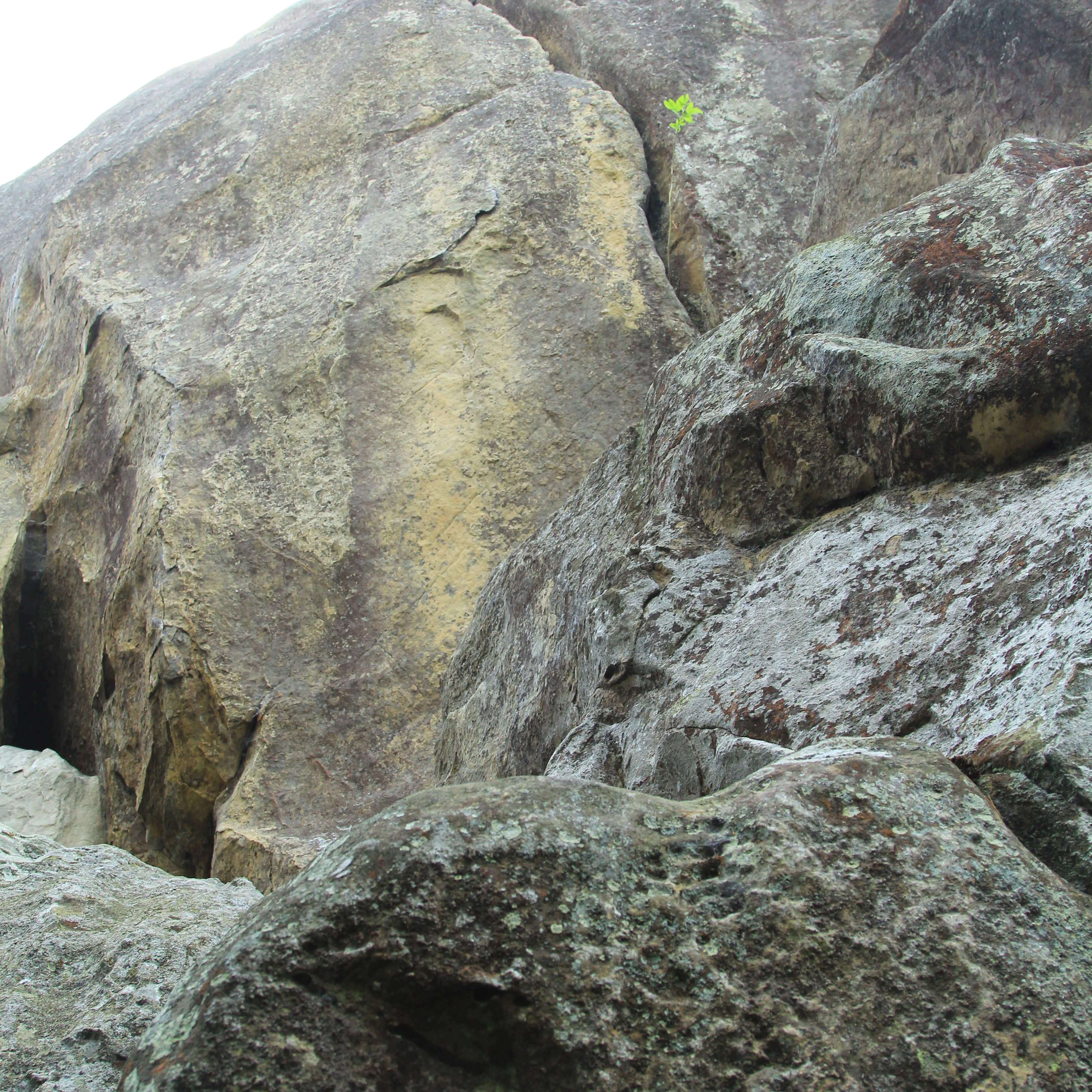
Камни
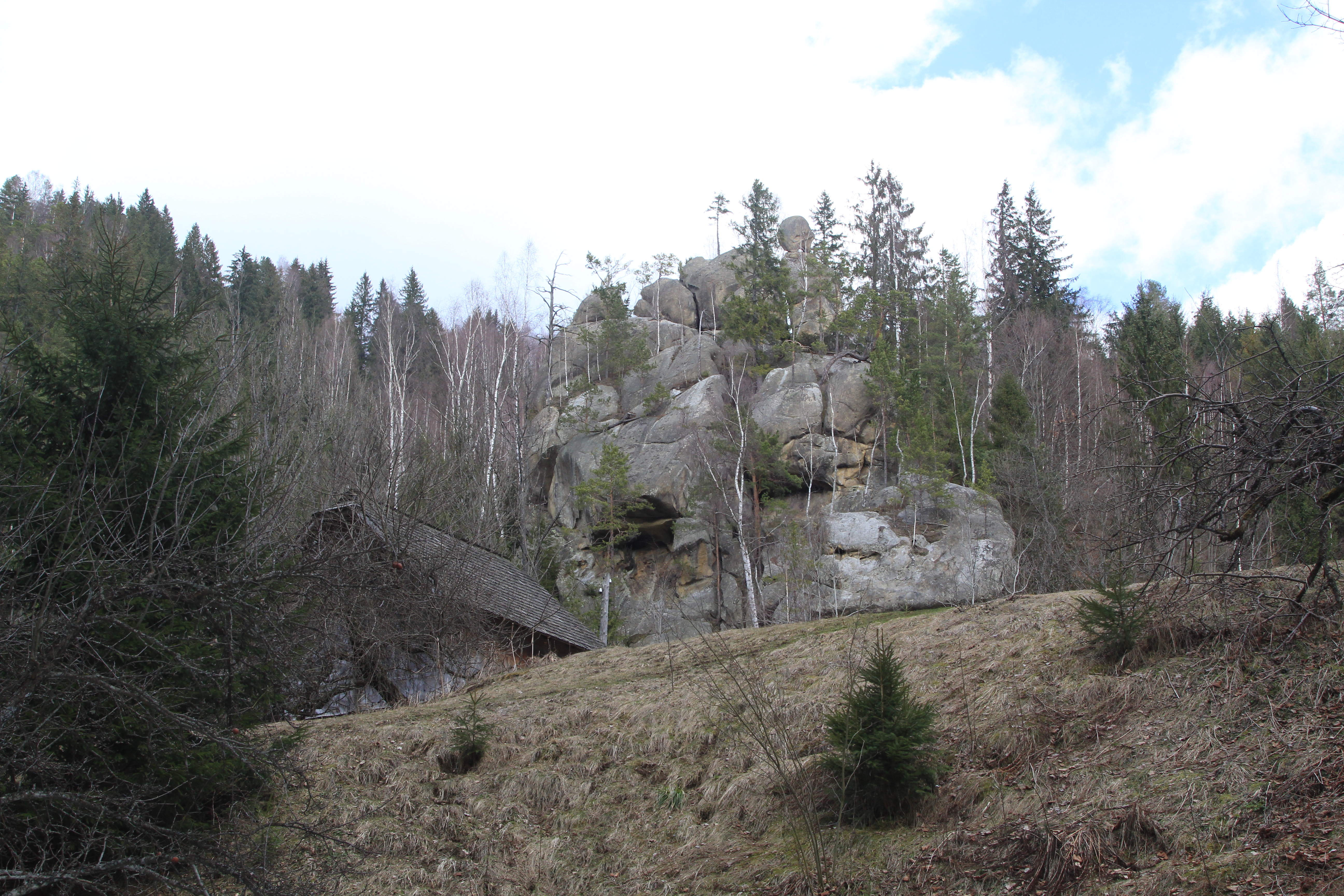
Терношорская Лада весной
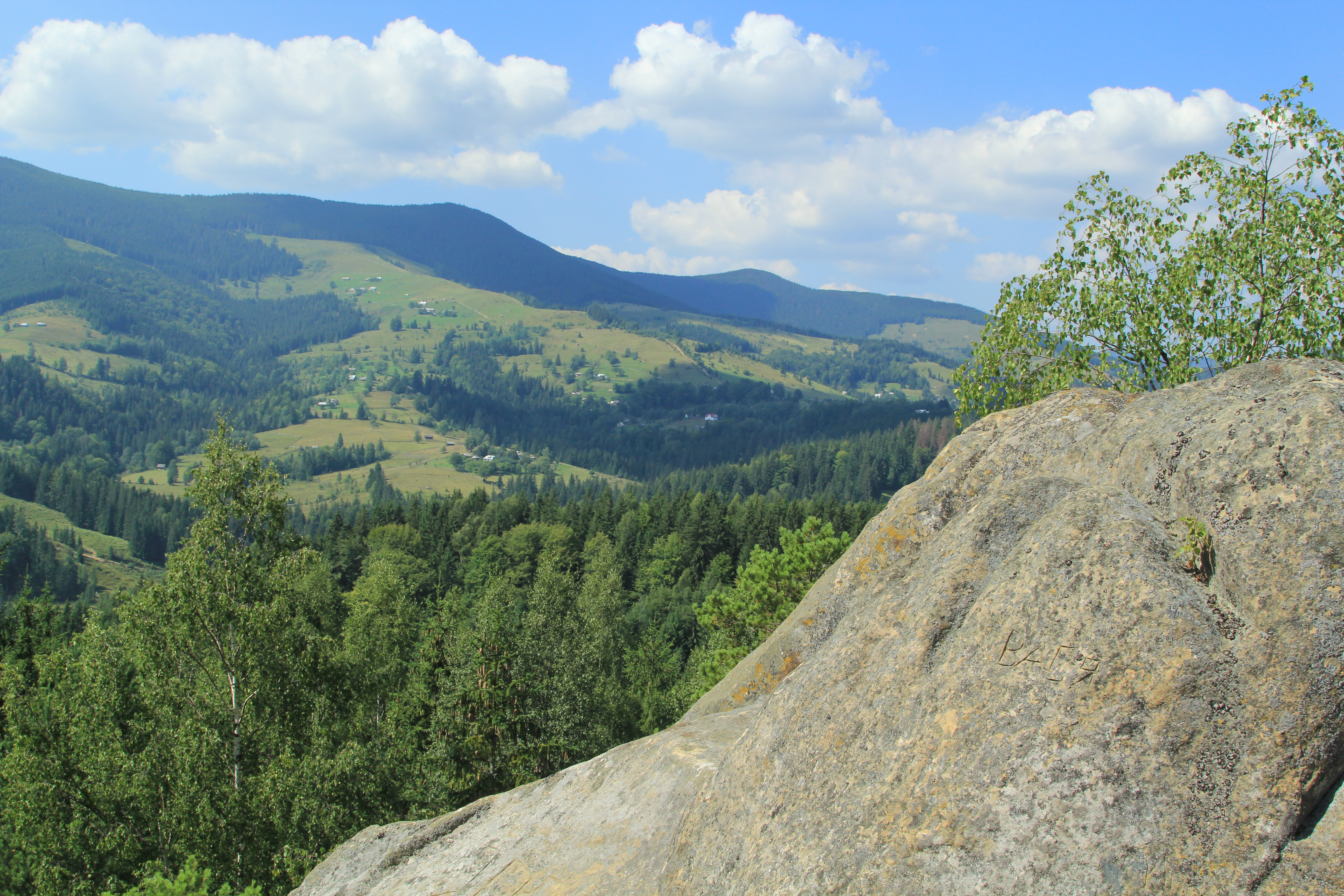
Вид на Снидавку